# ماري جين ميلن
ماري جين ميلن (بالإنجليزية: Mary Jane Milne)‏ هي سيدة أعمال نيوزيلندية، ولدت في 16 سبتمبر 1840، وتوفيت في 4 أبريل 1921.